# Fuori posto (poesia)
Fuori posto (Displaced in lingua originale) è una poesia di Charles Bukowski, pubblicata negli Stati Uniti nel 1990 e in Italia nel 2009 contenuta nel libro Cena a sbafo. È tra le poesie dello scrittore statunitense più note in Italia.

## Interpretazione
Bukowski era una persona solitaria che conduceva una vita sregolata, afflitta da una perenne insoddisfazione esistenziale. Lo scrittore e poeta statunitense non provava nessuna gioia nel vivere quotidiano: le uniche distrazioni erano l'alcool, le donne, la scrittura e lo scommettere sulle corse dei cavalli.
Per Bukowski la sua vita era una disfatta esistenziale. Raramente riusciva a intravedere flebili raggi di luce nella sua triste esistenza, sentendosi pertanto come se stesse bruciando all'inferno per tutto il dolore che l'ha sempre accompagnato, a partire dagli anni universitari (non riuscirà mai a laurearsi). La sua sofferenza era talmente tanta che, metaforicamente, si sentiva come un terreno sterile ed arido impossibilitato alla crescita di fiori (intesi come simbolo di gioia). 
Lo scrittore e poeta statunitense non si definiva come le altre persone, perché ha provato troppa sofferenza nella sua vita, una sofferenza che ha fatti sì s'elevasse spiritualmente all'essere umano comune.
Bukowski sottolinea come le persone si assomiglino tutte, potendo godere di un'illusoria felicità di vita. Per lo scrittore neanche fra duecento persone è possibile intravedere un solo vero essere umano, come ha riportato in u'altra sua poesia. Rispetto a queste persone Bukowski si sente molto vecchio, ma non nell'età, bensì nello spirito, proprio grazie alla sua elevazione spirituale; questo ne consegue la poca capacità di sopportazione della gente.
Bukowski conclude la poesia riconoscendo l'inferno in se stesso, in quanto era consapevole che tutto il suo dolore nasceva dentro di sé. Tuttavia non potrà mai scacciarlo, perché ormai ad essere mutato con gli anni è anche il suo spirito: questo lo renderà per sempre prigioniero dell'inferno che alberga dentro di se.